# 加德納維爾蘭喬斯 (內華達州)
加德納維爾蘭喬斯（英語：Gardnerville Ranchos）是位於美國內華達州道格拉斯縣的普查規定居民點。

## 人口
根據2020年美國人口普查的數據，加德納維爾蘭喬斯的面積為26.74平方千米，皆為陸地。當地共有人口11318人，而人口密度為每平方千米423.26人。